# Петър Орев (шахматист)
Петър Димитров Орев е български национален шахматист с увреден слух, международен майстор, участник в първенствата, организирани от Международния комитет за тих шах (МКТШ).

## Биография и спортна кариера
Роден e на 7 юни 1934 г. в София. Страда от анизомелия.
Привлечен е от един от основателите на Шахматен клуб „ЦСКА“ Александър Цветков.
Повече от четири десетилетия е състезател и главен треньор в клуба. Под негово ръководство през 70-те години юношите на клуба печелят пет последователни пъти държавните отборни първенства - рекорд, който е ненадминат и до днес. Наставник е на девойките на клуба, които са двукратни шампиони на България. Треньор е и на Мая Коен, спечелила по-късно титлата държавен шампион при жените.
Многократен победител в Откритото първенство на ШК „ЦСКА“.
На международната сцена се състезава от 1958 до 2020 г.
През 1970 г. достига  255-то място в световната шахматна ранглиста с ЕЛО 2390. Постига най-високия си международен рейтинг (2395) през юли 1988 г.
През 1987 г. е удостоен с титлата "международен майстор" (MM).
През последните две десетилетия от живота си, вече в напреднала възраст, MM Петър Орев продължава да участва активно в множество шахматни турнири у нас. Държавен шампион е с ветераните на ШК „ЦСКА“, на които е дългогодишен капитан и селекционер.
Почива на 1 декември 2023 г. в София, на 89 години.

## Международни участия
Постижения:

### Световен отборен шампионат на МКТШ
| Година | Организатор | Издание | Класиране | Състав                                          |
| 2014   | Опатия      | ХVІІ    | -во място | Н. Нинов – В. Георгиев – П. Орев – Д. Серафимов |

### Европейска клубна купа
| Година | Организатор | Издание | Класиране | Състав                                          |
| 2013   | Каунас      | XXI     | -ро място | Н. Нинов – В. Георгиев – Д. Серафимов – П. Орев |